# Ermenegildo (principe visigoto)
Ermenegildo (Toledo o Medina del Campo, 564 circa – Tarragona, 13 aprile 585) fu l'erede al trono dei Visigoti: prima duca di Toledo (o di Narbona), poi governatore della provincia della Betica da dove tentò di usurpare il trono del padre, Leovigildo. Fu fautore della conversione della sua nazione al Cattolicesimo e per questo considerato santo.

## Origine
Ermenegildo era il figlio primogenito del re dei visigoti Leovigildo e della sua prima consorte, Teodosia, la figlia del governatore bizantino della provincia Cartaginense. Fu inoltre fratello del re dei visigoti Recaredo I.

## Biografia
Nel 573, il padre, alla morte del re dei Visigoti, suo fratello Liuva I, succedendogli sul trono nominò i propri figli, Ermenegildo e Recaredo, duchi di Toledo e Narbona (non si conosce l'esatta distribuzione delle cariche), facendoli così partecipi del governo del regno affinché controllassero le province del regno mentre lui, Leovigildo, era impegnato nella guerra contro i distretti bizantini del nord al confine col regno degli Svevi, come risulta dalle cronache del vescovo di Girona, Giovanni di Biclaro.
Nel 579 Ermenegildo sposò la principessa Ingonda, figlia del re dei Franchi dell'Austrasia, Sigeberto I [il figlio quintogenito (il vescovo Gregorio di Tours (536 – 597) lo elenca come quarto figlio) del re dei Franchi Sali della dinastia merovingia, Clotario I, e, sempre secondo Gregorio di Tours, della sua terza moglie, Ingonda, di cui non si conoscono gli ascendenti] e di Brunechilde, la figlia secondogenita del re dei visigoti Atanagildo e di Gosvinta dei Balti (?-589), molto probabilmente figlia del re Amalarico, ultimo sovrano della dinastia dei Balti. Il matrimonio è confermato anche dalle cronache di Giovanni di Biclaro
.Dato che la madre Brunechilde (o Brunilde), al momento delle nozze (566), aveva abbracciato il cattolicesimo, anche la figlia Ingonda era una fervente cattolica mentre Ermenegildo era stato educato nel credo ariano.
Dopo il suo arrivo alla corte di Toledo, molti furono i tentativi di convertire Ingonda ai precetti di Ario, soprattutto da parte di Goisvinta, fervente ariana, vedova di Atanagildo e madre di Brunechilde, quindi nonna di Ingonda, ma anche suocera, in quanto da poco aveva sposato, in seconde nozze, Leogivildo (fratello di Atanagildo) e quindi era la matrigna di Ermenegildo; secondo le cronache di Gregorio di Tours, dopo la dolcezza usò le minacce e poi la violenza, senza tuttavia riuscire a fare abbandonare a Ingonda la propria fede; e, non solo Gregorio di Tours, ma anche Paolo Diacono scrive che, col tempo, Ingonda riuscì a convertire pure il marito.
Questa situazione portò Ingonda a lamentarsi sia coi cattolici di Spagna e di Settimania sia coi Franchi e la sua famiglia di origine. Leovigildo, per evitare che le cose peggiorassero, volle allontanare Ingonda da Gosvinda e così nominò (579) Ermenegildo governatore di una provincia di frontiera, la Betica.
Dopo il trasferimento a Siviglia, fu Ermenegildo a trovarsi in un ambiente cattolico. Perciò, sotto l'influenza di Ingonda e quella di Leandro, che lui aveva conosciuto dopo essere stato nominato governatore della Betica, fu proprio Ermenegildo a essere convertito al credo niceano. La notizia creò fermento nella Betica, diverse città si ribellarono e proclamarono re Ermenegildo, che accettò (l'alto clero condannò la rivolta come testimoniarono Gregorio di Tours, Giovanni di Biclaro e Isidoro di Siviglia, che definirono Ermenegildo un usurpatore). Suo padre Leogivildo, una volta venuto a conoscenza di quello che era successo, preoccupato sia per gli effetti politici che tale conversione poteva comportare, sia per gli stretti rapporti intrattenuti da Ermenegildo con i bizantini stanziati nel sud della penisola iberica e gli Svevi nel nord (Galizia), cercò attraverso lusinghe e minacce di far tornare il figlio alla fede ariana, ma senza alcun esito.
Allora sempre nel 580 Leogivildo convocò a Toledo un sinodo di vescovi ariani, che sancì che per la conversione all'arianesimo non fosse necessario un secondo battesimo, ma sarebbe bastato l'imposizione delle mani; però solo una piccola parte di cattolici aderì all'invito del concilio e, a eccezione di pochi nobili e del vescovo Vincenzo di Saragozza, il clero cattolico non si convertì all'arianesimo, neppure con le persecuzioni che portarono all'abolizione dei privilegi della chiesa cattolica, alla confisca dei beni e alla messa al bando di nobili e ecclesiastici, e infine all'uccisione di altri nobili ed ecclesiastici (secondo l'Historia di Isidoro di Siviglia, riuscì a convertire solo qualche prete e qualche laico).
Nel frattempo Ermenegildo aveva rinforzato la sua posizione, ottenendo il favore di alcune importanti città come Mérida e Cáceres.
Nel 581 Leovigildo fu impegnato contro i Baschi della Biscaglia. Terminata questa campagna, impiegò buona parte del 582 a organizzare un potente esercito per poter effettuare un'energica azione contro il figlio ribelle. Quando fu pronto, si mise in marcia e conquistò Cáceres e Mérida, costringendo le truppe di Ermenegildo al Guadalquivir in difesa di Siviglia. Prima di attaccare questa città, Leovigildo nel 583 corruppe, con 30.000 soldi d'oro, le truppe bizantine che avrebbero dovuto appoggiare Ermenegildo, che subì una pesante sconfitta davanti a Siviglia, che fu messa sotto assedio, così Leovigildo andò incontro al re dei Suebi Miro, che veniva in aiuto a Ermenegildo, sconfiggendolo e costringendolo a rientrare nei suoi domini. Ermenegildo, che aveva lasciato Siviglia per cercare aiuto inutilmente dai Bizantini, nel 584 si rifugiò in un santuario, a Cordoba. Leovigildo, non volendo violare la sacralità dell'edificio, inviò il fratello di Ermenegildo, Recaredo, a offrire la pace, che fu accettata. Solo allora la città di Siviglia, dopo quasi due anni di assedio, si arrese.
Ermenigildo fu arrestato e, dopo essersi prostrato ai piedi del padre, fu esiliato a Valencia. Poco dopo, per una ragione rimasta ignota, fu trasferito a Tarragona, affidato al duca Sigeberto, che avrebbe dovuto sorvegliarlo attentamente per impedirgli la fuga, che avrebbe portato a una nuova guerra civile. Il vescovo Leandro, invece, fu costretto a riparare in Mauretania.
Durante la sua prigionia Ermenegildo si sottopose a flagellazioni e mortificazioni, pregando Dio di liberarlo dai propri patimenti. Durante la Pasqua del 585 fu inviato presso di lui un vescovo ariano, nel vano tentativo di barattare la sua conversione con la salvezza della sua vita; al suo rifiuto, il duca Sigeberto, di sua iniziativa, fece uccidere Ermenegildo (Giovanni di Biclaro, vescovo di Gerona, scrisse che «Ermenegildo venne ucciso a Tarragona da Sigeberto»); infatti il fratello di Ermenegildo, Recaredo, appena salito al potere, lo fece giustiziare. Altre fonti invece accusano Leovigildo di aver ordinato l'esecuzione del figlio, che fu decapitato il 13 aprile 585, come riportano i Dialoghi di Gregorio Magno.
Ingonda, che fino ad allora era sempre rimasta al fianco del marito, cercò di ritornare nel regno dei Franchi, ma venne fatta prigioniera dai Bizantini che la inviarono a Costantinopoli insieme al figlioletto Atanagildo. Brunechilde tentò di salvarla, ma, nello stesso 585, Ingonda morì in Sicilia, durante il viaggio. Atanagildo arrivò sano e salvo alla meta e fu allevato alla corte di Costantinopoli.
I fedeli cristiani ritengono che la successiva conversione al credo di Nicea di Recaredo, che succedette al padre nel 586, fu dovuta all'intercessione del fratello.

## Culto
Su petizione di Filippo II di Spagna nel millesimo anniversario della sua morte (1586), papa Sisto V concesse alla Spagna di poterne celebrare la festa. Papa Urbano VIII estese la festa a tutta la Chiesa. Assieme a san Fernando è il santo patrono dei monarchi spagnoli. Viene venerato il 13 aprile dalla Chiesa cattolica, il 1º gennaio e il 1º novembre da quella ortodossa

## Discendenti
Ermenegilldo da Ingonda ebbe un figlio:
- Atanagildo, che visse alla corte di Costantinopoli, sotto la protezione di Maurizio. Brunechilde chiese più volte, invano, che il bambino le fosse inviato in Gallia, ma è ignota la sua sorte. Le tavole genealogiche di Luis de Salazar y Castro invece scrivono che Maurizio gli diede in moglie una sua nipote, dalla quale ebbe un figlio, Ardabasto, che, tornato nella penisola iberica, generò il futuro re dei visigoti Ervige e il Duca Pietro di Cantabria, antenato di tutti Re di Spagna fino a oggi.

## La figura di Ermenegildo nella cultura
Alla figura di Ermenegildo sono dedicate varie opere teatrali. Le più famose sono l'Hermenegildus di Emanuele Tesauro (1621), poi Ermegildo (1661), e l'Ermenegildo martire di Pietro Sforza Pallavicino (1644). Sia la tragedia di Sforza Pallavicino che quella di Tesauro, sono state riedite recentemente (cfr. P. S. Pallavicino, Ermenegildo martire, a cura di D. Quarta, Roma, Pagine, 1996; E. Tesauro, Ermenegildo, a cura di P. Frare e M. Gazich, Roma, Vecchiarelli, 2002).

### Fonti primarie
- (LA)  Gregorio di Tours, Historia Francorum Testo disponibile su Wikisource.
- (LA)  Paolo Diacono, Historia Langobardorum Testo disponibile su Wikisource.
- (LA)  Giovanni di Biclaro, Chronicon Testo disponibile su Wikisource.

### Letteratura storiografica
- Rafael Altamira, La Spagna sotto i visigoti, in Storia del mondo medievale, Cambridge, Cambridge University Press, 1999,  pp. 743-779.
- L.M. Hartmann e W.H. Hutton, L'Italia e l'Africa imperiali: amministrazione. Gregorio Magno, in Storia del mondo medievale, Cambridge, Cambridge University Press, 1999,  pp. 810-853.
- (EN) Michael Walsh, Butler's Lives of the Saints: Concise Edition, Revised and Updated, San Francisco (USA), Harper, 1991, ISBN 0-06-069299-5.

### Letteratura
- Pietro Sforza Pallavicino, Ermenegildo martire: tragedia recitata da' Giouani del Seminario Romano, Roma, per gli eredi del Corbelletti, 1644. URL consultato il 15 maggio 2019.
- Emanuele Tesauro, Ermegildo tragedia del conte D. Emanuele Tesauro, Torino, appresso Bartolomeo Zauatta, 1661. URL consultato il 15 maggio 2019.

## Voci correlate

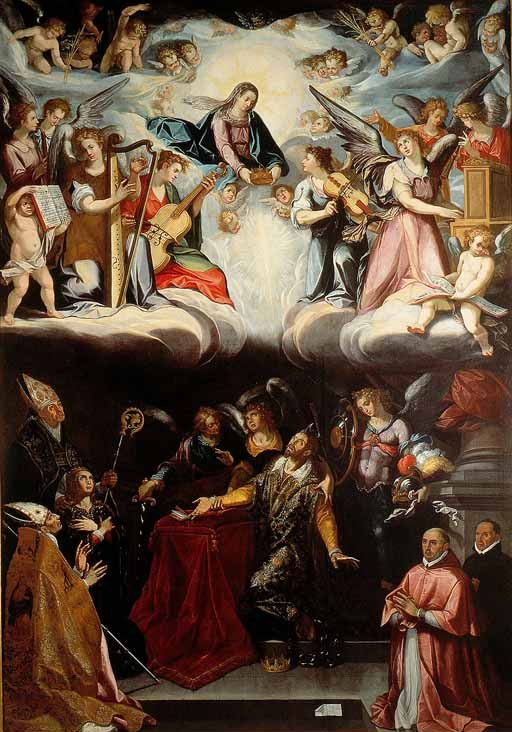
Morte di Sant'Ermenegildo di Alonso Vázquez, 1602 (Museo de Bellas Artes di Siviglia)
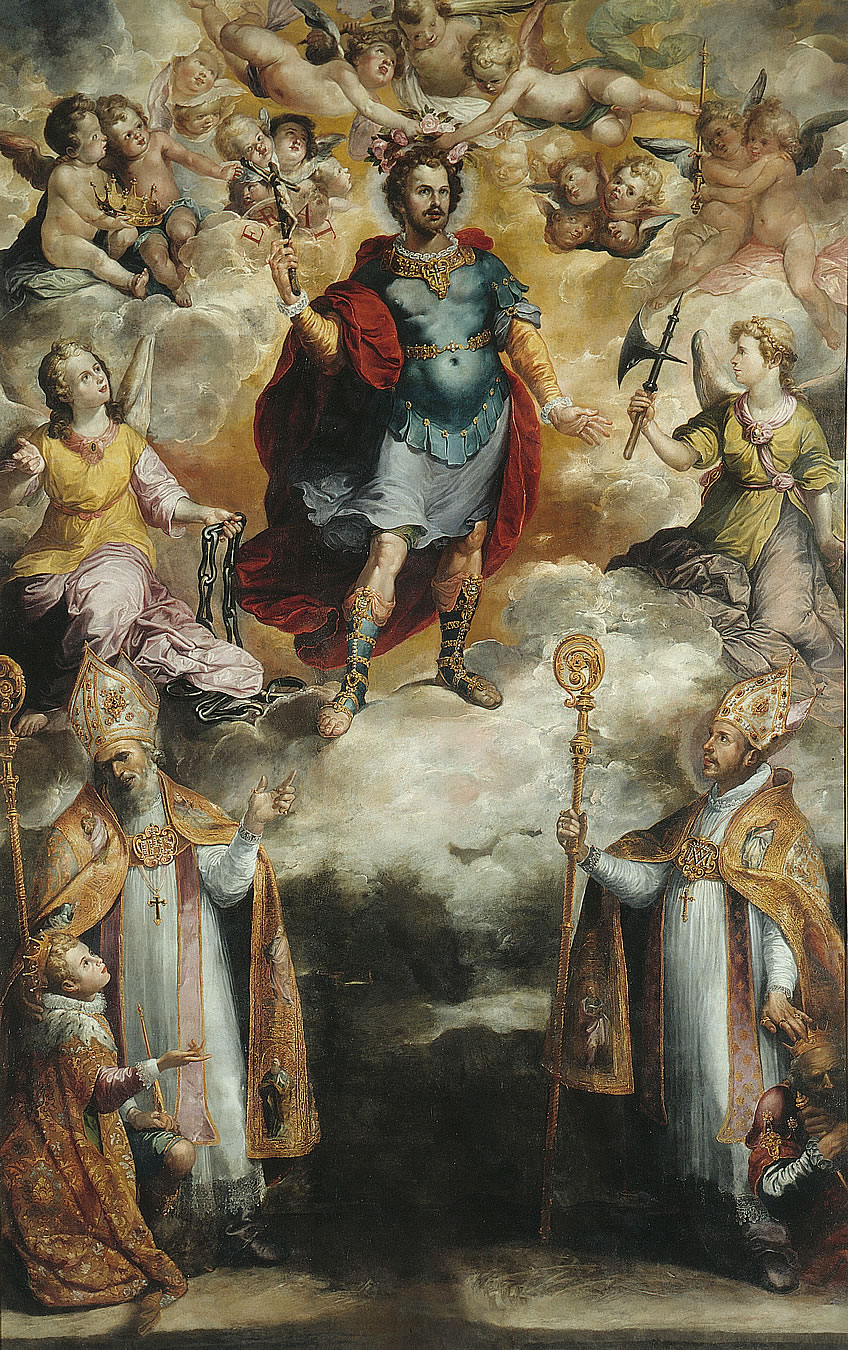
Apoteosi di Sant'Ermenegildo di Francisco Herrera il Vecchio (Museo de Bellas Artes di Siviglia)
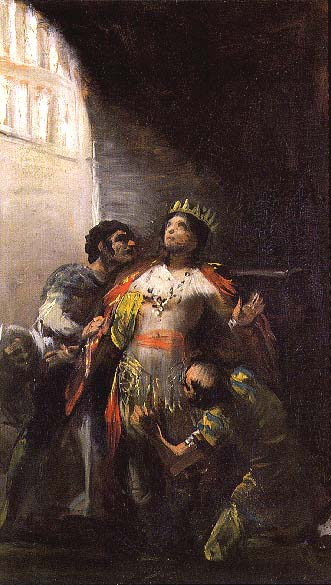
Sant'Ermenegildo in prigione di Francisco Goya (Madrid, Museo Lázaro Galdiano)